# Gökçekaya-Talsperre
Die Gökçekaya-Talsperre (türkisch Gökçekaya Barajı) befindet sich in der Türkei. 
Sie steht 43 km nördlich von Alpu in der Provinz Eskişehir und 60 km flussabwärts der Sarıyar-Talsperre am Sakarya, der schließlich ins Schwarze Meer mündet. 
An der Staumauer wurde 1973 ein Wasserkraftwerk mit drei Turbinen fertiggestellt, die nach verschiedenen Angaben 278 oder 300 MW Leistung erbringen. Auch einige weitere technische Angaben sind in verschiedenen Quellen unterschiedlich angegeben (siehe Tabelle).
Das Absperrbauwerk ist eine Bogenstaumauer aus Beton. Die Höhe über Talsohle beträgt 115 m, das Mauervolumen beträgt 650.000 m³. Der 21 km² große Stausee besitzt ein Speichervolumen von 910 Mio. m³.
Das Regelarbeitsvermögen des Wasserkraftwerks liegt bei 562 GWh im Jahr.